# Olocau del Rey
Olocau del Rey ist eine Gemeinde (municipi) im Norden der Provinz Castelló in der Valencianischen Gemeinschaft in Spanien. Sie ist Teil der Comarca Els Ports und hat 135 Einwohner (Stand: 2024).

## Geografie
Olocau del Rey liegt etwa 70 Kilometer nordnordwestlich von Castellón de la Plana in einer Höhe von ca. 1040 m. 

## Bevölkerungsentwicklung
| Jahr      | 1970 | 1981 | 1991 | 2001 | 2011 | 2021 |
| Einwohner | 244  | 192  | 162  | 138  | 131  | 117  |

## Sehenswürdigkeiten

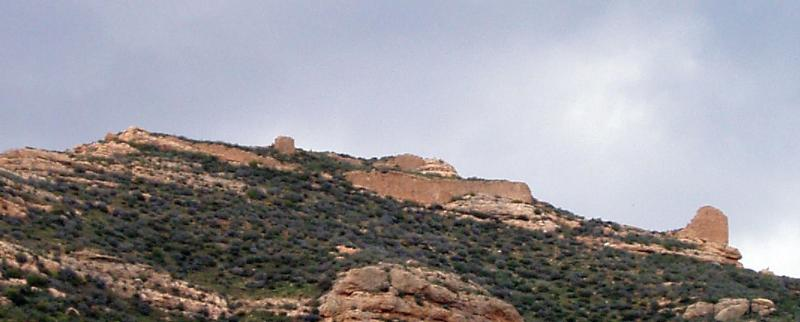
Burgruine
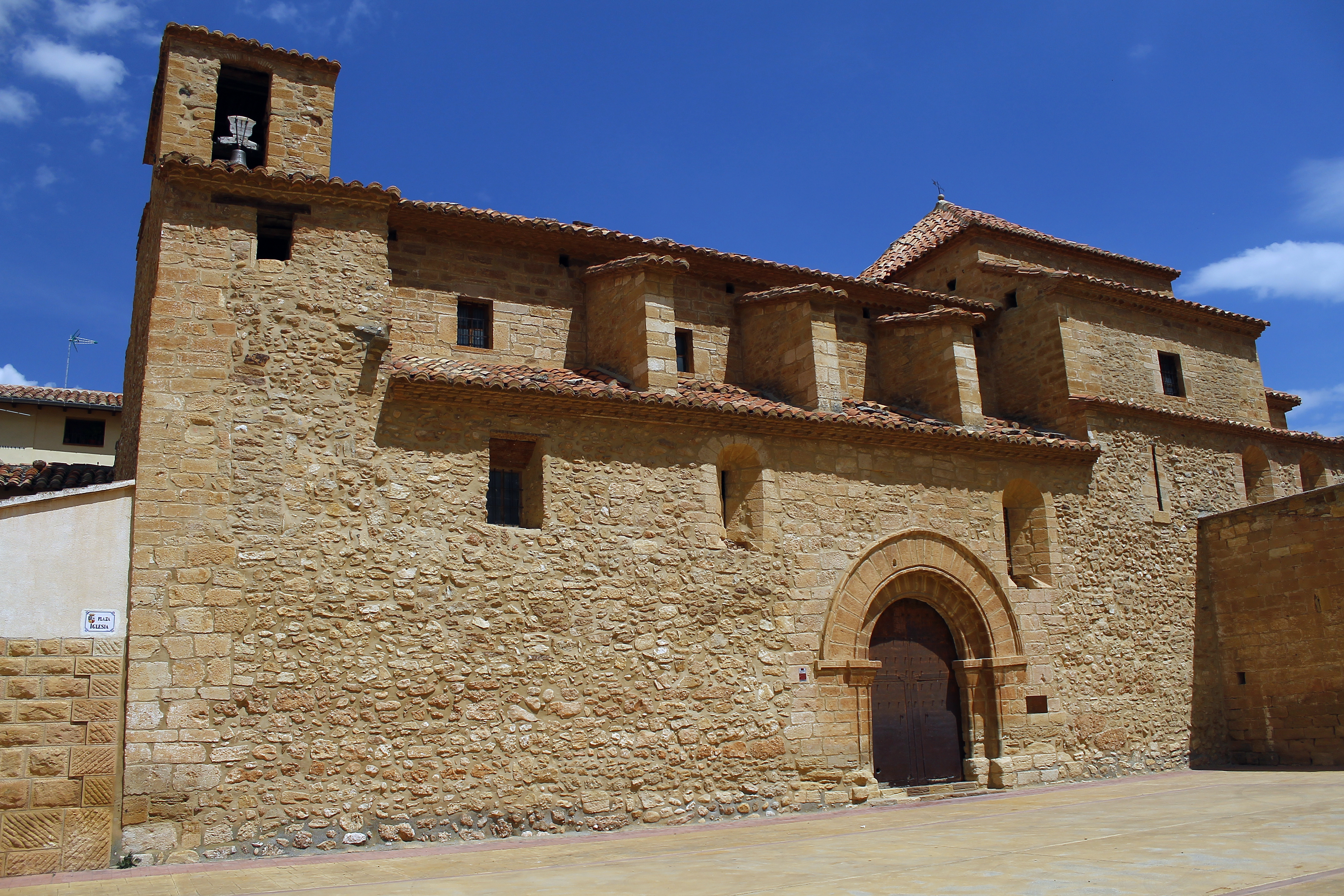
Marienkirche
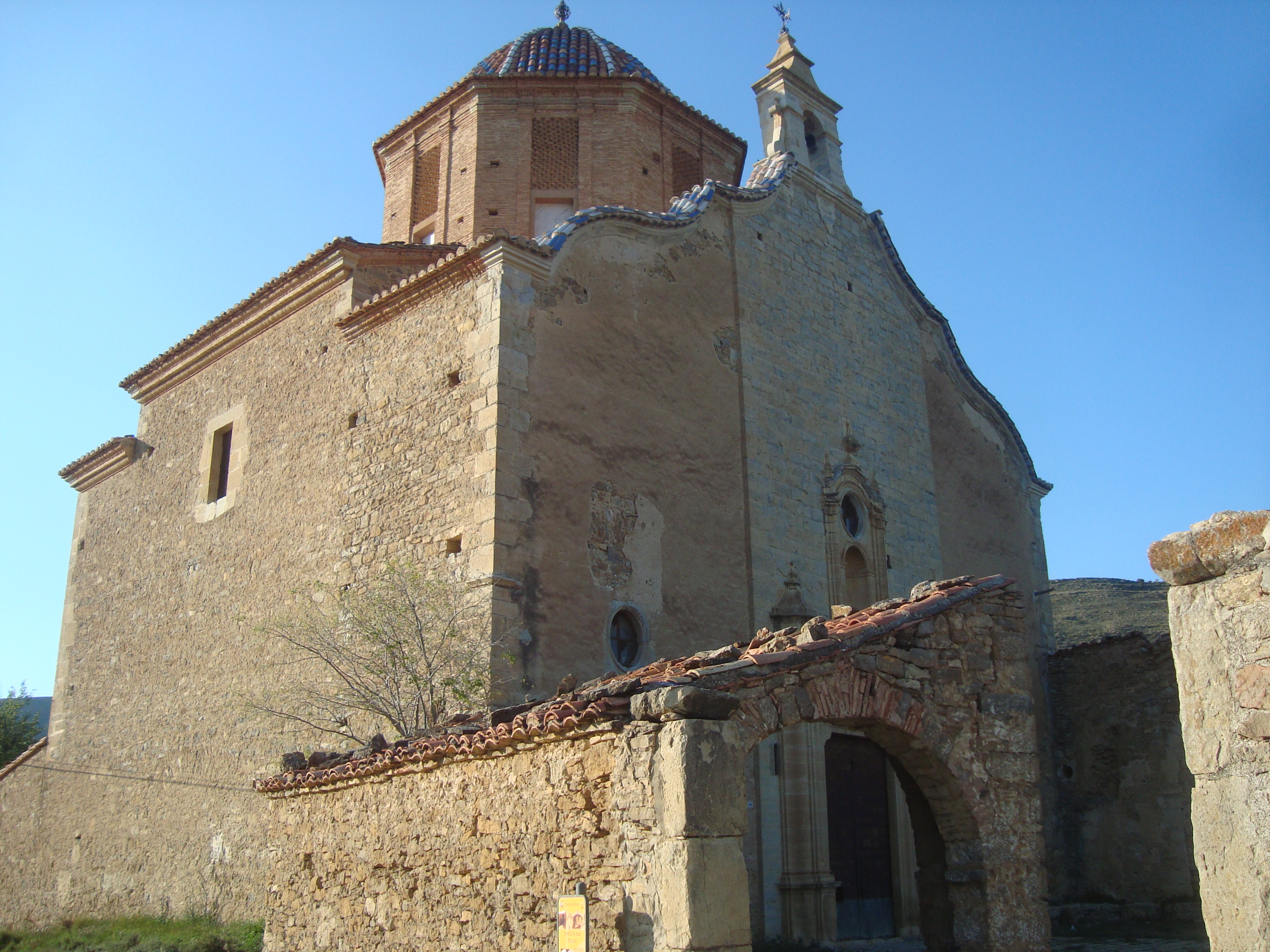
Markuskapelle
- Blasiuskapelle
- Magdalenenkapelle
- Marienkapelle
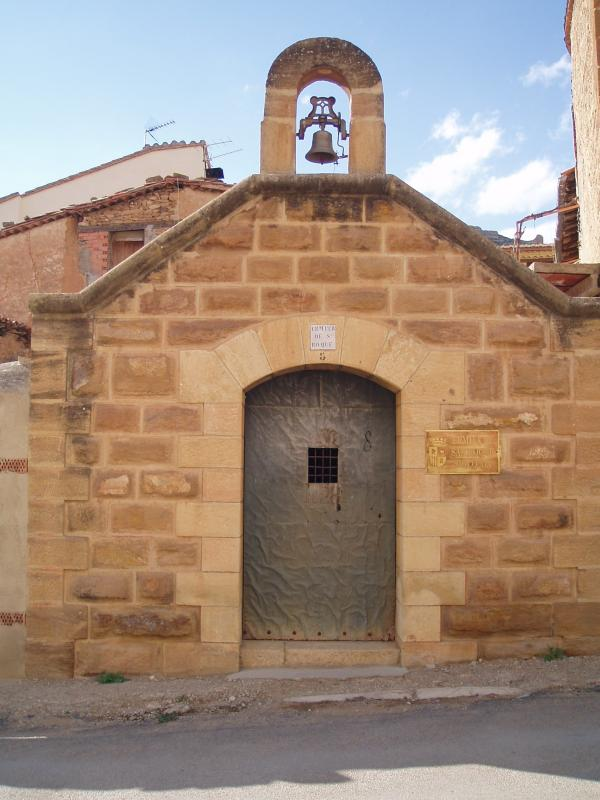
Rochuskapelle

- Burgruine
- Marienkirche
- Markuskapelle
- Rochuskapelle